# James Iredell Jr.
James Iredell Jr. (Contea di Chowan, 2 novembre 1788 – Edenton, 13 aprile 1853) è stato un politico statunitense.

## Biografia
Figlio di James Iredell, giudice associato della Corte suprema dal 1790 al 1799, James Iredell Jr. è stato governatore della Carolina del Nord dal 1827 al 1828 e senatore dal 1828 al 1831.
Massone, diventò maestro nella Loggia Unanimity No. 54 a Edenton, nel 1808. Nel 1823 divenne Deputato del Gran Maestro della Carolina del Nord. La Loggia Iredell No. 362, fondata nel 1878, fu così chiamata in suo onore.